# تسیکوته (لوزنیتسا)
تسیکوته (به صربی: Cikote) یک روستا در صربستان است که در لوزنیسا واقع شده‌است. تسیکوته ۱٬۱۷۳ نفر جمعیت دارد.